# Ultimate Party 2023
『Ultimate Party 2023』（アルティメット パーティー 2023）は、日本のプロレス団体DDTプロレスリングによって両国国技館で行われた興行。

## 試合
| 第1試合 ■KO-Dタッグ選手権試合 60分1本勝負 |                                                              |                                                                  |
| ○高尾蒼馬 翔太 (ROMANCE DAWN・第80代KO-Dタッグ王者組) | 7分46秒 ジントニック→エビ固め                                | 高梨将弘 アントーニオ本多● (挑戦者組)                            |
| ※ROMANCE DAWNが初防衛に成功。 |                                                              |                                                                  |
| 第2試合 ■時間差入場タッグランブル 時間無制限勝負 |                                                              |                                                                  |
| 岡田佑介 ○高鹿佑也 | 9分32秒 アマレス式カニ挟み→エビ固め                          | KANON MJポー●                                                    |
| ※入場順 1.小嶋斗偉&石田有輝 2.夢虹＆瑠希也 3.岡田佑介&高鹿佑也 4.土井成樹＆須見和馬 5.KANON&MJポー ※退場順 ①○土井成樹 vs 夢虹●(4分18秒 バカタレ・スライディングキック→エビ固め) ②○MJポー vs 小嶋斗偉●(6分38秒 ランニング・ボディープレス→体固め) ③○岡田佑介 vs 土井成樹●(7分53秒 OTTR) |                                                              |                                                                  |
| 第3試合 ■東京女子プロレス提供試合 20分1本勝負 |                                                              |                                                                  |
| ○荒井優希 宮本もか 鈴木志乃 | 11分15秒 Finally→片エビ固め                                  | 鈴芽 遠藤有栖 上原わかな●                                        |
| 第4試合 30分1本勝負 ■スペシャル8人タッグマッチ ジャパニーズ土下座マッチ |                                                              |                                                                  |
| ●高木三四郎 彰人 大石真翔 川松真一朗 | 8分20秒 土下座                                               | ヨシ・タツ ヨシ・ヒコ 男色ディーノ スーパー・ササダンゴ・マシン○ |
| ※あらゆる手段を用い相手を謝罪させたチームを勝者とする。ノータッチルールを採用 |                                                              |                                                                  |
| 第5試合 ■スペシャルシングルマッチ 30分1本勝負 |                                                              |                                                                  |
| ○黒潮TOKYOジャパン | 13分14秒 十字架固め                                          | 正田壮史●                                                        |
| 第6試合 ■スペシャル6人タッグマッチ～DDTvsVOODOO-MURDERS 30分1本勝負 |                                                              |                                                                  |
| 秋山準 HARASHIMA ○納谷幸男 | 10分11秒 世界一のバックドロップ→体固め                       | 斉藤ジュン 斉藤レイ 歳三●                                        |
| 第7試合 ■スペシャルシングルマッチ 30分1本勝負 |                                                              |                                                                  |
| ○佐々木大輔 | 14分50秒 クロスオーバー・フェースロック→レフェリーストップ   | 遠藤哲哉●                                                        |
| 第8試合 ■グッドコムアセット presents 赤井沙希引退試合～強く、気高く、美しく～ 30分一本勝負 |                                                              |                                                                  |
| ●赤井沙希 坂口征夫 岡谷英樹 | 20分30秒 Skull Kick→体固め                                   | 丸藤正道 樋口和貞 山下実優○                                      |
| 第9試合 2分1ラウンド(第5試合以降55分1ラウンド) ■ニベア クリームケア ボディウォッシュ Ｗ保水美肌 presents アイアンマンヘビーメタル級選手権試合～Dramatic Dream Round“楽しもうぜ!!”何が出るかな!?お楽しみデスマッチ |                                                              |                                                                  |
| ○高橋ヒロム (第1589代アイアンマンヘビーメタル級王者) | 第5ラウンド 3分53秒 フィッシャーマンズスープレックスホールド | 平田一喜● (挑戦者)                                               |
| ※高橋がアイアンマンヘビーメタル級王者の防衛に成功 ※1ラウンド2分のラウンド制を採用し、ラウンドごとにルーレットで試合ルールを決定する特別ルールにて試合を行う。 [試合ラウンド(ルール)] 第1ラウンド ミュージカルシチュエーションデスマッチ (時間切れ引き分け) (曲に合わせた動きをしない場合試合が一時的に中断される<ジャッジ:今林久弥>) 第2ラウンド ハンディキャップマッチ (時間切れ引き分け) (ヒロム:1 vs 平田組:2にて試合を行う<パートナー:ヨシヒコ>) 第3ラウンド 目隠し乳隠しデスマッチ (時間切れ引き分け) (目隠し、ブラジャーを着用して試合を行う、通常ルールに加え相手のブラジャーを剥がした場合勝利となる) 第4ラウンド ダンシングデスマッチ (時間切れ引き分け) (ダンスを踊らないと試合権利を得ることができない) 第5ラウンド ダンシングデスマッチ (第4ラウンドと同じ。尚これ以降のラウンドは1ラウンド55分のダンシングデスマッチとして統一する) |                                                              |                                                                  |
| アイアンマンヘビーメタル級選手権試合 |                                                              |                                                                  |
| ●高橋ヒロム | 17時36分 体固め                                              | IWGPジュニアヘビー級のベルトさん◯                                |
| IWGPジュニアヘビー級のベルトさんが第1590代王者に |                                                              |                                                                  |
| アイアンマンヘビーメタル級選手権試合 |                                                              |                                                                  |
| ●IWGPジュニアヘビー級のベルトさん | 17時37分 体固め                                              | 平田一喜◯                                                        |
| 平田一喜が第1591代王者に |                                                              |                                                                  |
| 第10試合 ■DDT UNIVERSAL選手権試合～ノーDQマッチ～ 60分一本勝負 |                                                              |                                                                  |
| ●マット・カルドナ withステフ・デ・ランダー (第11代DDT UNIVERSAL王者) | 16分50秒 雪崩式ラフライダー・オン・ザ・プラケース→片エビ固め | MAO○ (挑戦者)                                                    |
| ※カルドナが2度目の防衛に失敗、MAOが第12代王者となる。 ※通常のルールに加えレフェリーが特に危険と判断した行為を除く全ての反則が可能となる。 |                                                              |                                                                  |
| ダブルメインイベントI ■ドラマティック・ドリームマッチ 60分1本勝負 |                                                              |                                                                  |
| ○クリス・ジェリコ | 23分35秒 ウォールズ・オブ・ジェリコ                          | KONOSUKE TAKESHITA●                                              |
| ダブルメインイベントII ■KO-D無差別級選手権試合 60分1本勝負 |                                                              |                                                                  |
| ●クリス・ブルックス (第81代KO-D無差別級王者) | 29分39秒 WR→体固め                                           | 上野勇希○ (挑戦者)                                               |
| ※クリスが3度目の防衛に失敗、上野が第82代王者となる。 |                                                              |                                                                  |